# Karl Flach

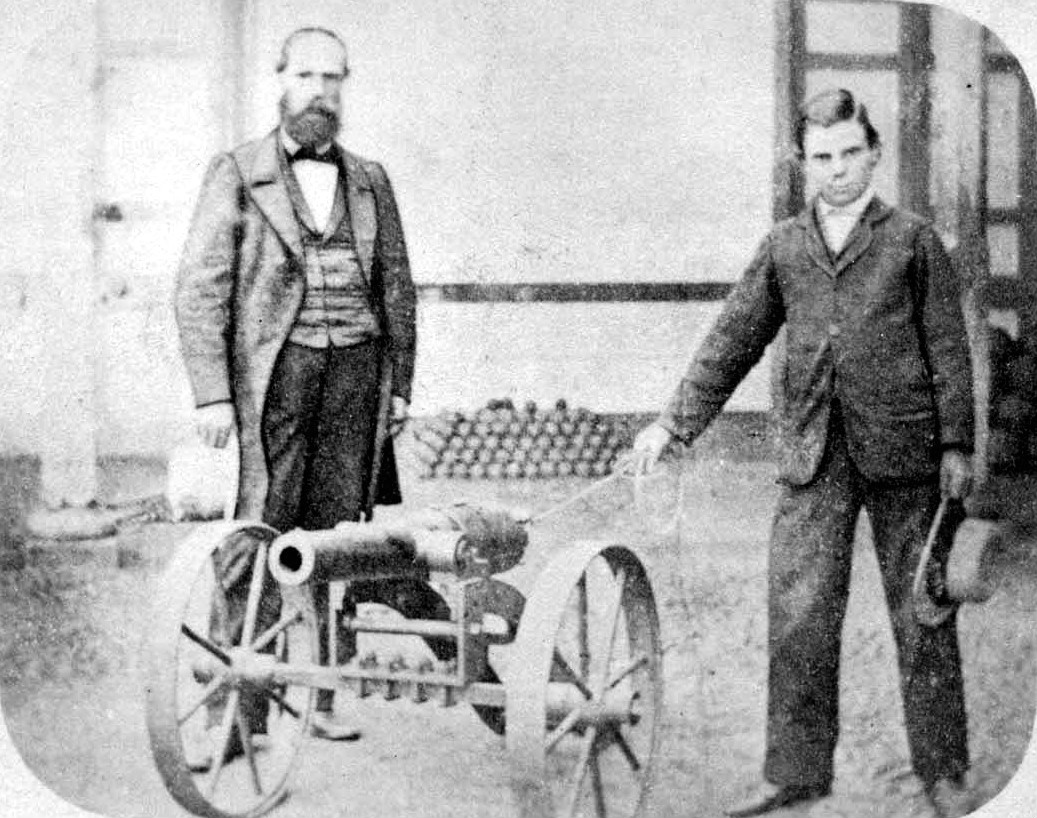
Karl Flach y su hijo.

Karl Flach (Villmar, 15 de agosto de 1821 - Bahía de Valparaíso, 3 de mayo de 1866) fue un mecánico e ingeniero alemán que diseñó y construyó el primer submarino chileno.

## Biografía
Nacido como Johann Anton Flach, fue hijo del relojero Heinrich Flach y su esposa Margaretha. De acuerdo a otra versión, originada en los estudios de uno de sus bisnietos, Guillermo Stegen Ahumada, su nombre de nacimiento era Gottfried Cornelius. Habría cambiado su identidad a Karl Flach, nombre de un difunto, luego de su fallida participación en la revolución de 1848 que intentó derrocar al Káiser.
Aprendió el oficio de mecánico. Por sus estudios, llegó a Hamburgo, donde se casó en 1851 con Johanna Luise Henriette Müller. De este modo, consiguió despedirse del puerto de Hamburgo y llegar como "Karl von Flach" a Corral, aunque debió suprimir su título de nobleza porque en Chile ya no existían. Fue así que quedó como Karl Flach. 
Aprendió el oficio de mecánico. Por sus estudios, Flach llegó a Hamburgo, donde se casó en 1851 con Johanna Luise Henriette Müller.
Con su esposa y su hijo Heinrich (Enrique) Flach viaja en el velero Australia desde Hamburgo a Chile el 3 de abril de 1852, en donde al arribar se hace llamar Karl August Flach.
Entre 1865 y 1866 Karl Flach diseñó y construyó el submarino Flach, impulsado por la fuerza de los miembros de la tripulación y que estaba equipado con dos cañones. El submarino tenía 12.5 metros de largo y 2.5 metros de ancho, con un desplazamiento de 2 a 3 nudos. La tripulación la componían Flach y su hijo, los chilenos Adolfo Pulgar y Francisco Rodríguez, los alemanes Valentín Baum, Gustavo Maas, Augusto Warmuth, German Schmidt y Luis Grinewinke y 2 franceses, totalizando 11 personas. El submarino había sido comisionado, ya que el gobierno chileno bajo el gobierno de José Joaquín Pérez quería oponerse a los españoles en la guerra hispano-sudamericana, después de sitiar Valparaíso. El submarino, con Karl Flach como capitán, llevó a cabo varios viajes de prueba y buceo exitosos. El 3 de mayo de 1866, el submarino realizó la inmersión sin previo aviso. El submarino Flach se hundió en la bahía de Valparaíso con su tripulación de once miembros, que incluía al propio Flach y su hijo Enrique de 16 años. Los intentos de rescate no tuvieron éxito.
En 2007 fueron encontrados los restos del naufragio. Sin embargo, la falta de recursos impidió el rescate del submarino. En 2018, el entonces presidente Sebastián Piñera anunció un proyecto que tiene como objetivo la búsqueda definitiva y rescate de la nave, además de la construcción de una maqueta de tamaño real del submarino.